# Ogród Zoologiczny i Botaniczny Fuveszkert-Budapeszt
Ogród Zoologiczny i Botaniczny w Budapeszcie, węg.: Fővárosi Állat- és Növénykert – ogród zoologiczny i botaniczny założony w 1866 w Budapeszcie; najstarsza tego typu placówka na Węgrzech. 
Przez ponad pół wieku ogród nie rozwijał się z powodu trudności finansowych. W 1912 wzniesiono m.in. monumentalny budynek dla słoni w stylu architektury mauretańskiego meczetu, palmiarnię wraz z akwarium oraz wybiegi skalne dla zwierząt górskich i niedźwiedzi polarnych. Prezentowano tu nosorożca sumatrzańskiego a także wiele ras węgierskich zwierząt domowych (bydło długorogie, owce cakle, świnie i in.).
Ogród należy do Europejskiego Stowarzyszenia Ogrodów Zoologicznych i Akwariów (EAZA).